# Protase Rugambwa
Protase Rugambwa (Bunena, 31 de maio de 1960) é um cardeal tanzaniano da Igreja Católica, atual arcebispo de Tabora. Antes, foi secretário da Congregação para a Evangelização dos Povos desde 9 de novembro de 2017 até 13 de abril de 2023. Serviu anteriormente como secretário adjunto daquela congregação e presidente das Pontifícias Obras Missionárias desde sua nomeação em 26 de junho de 2012.

## Biografia
Rugambwa nasceu em 1960 em Bunena, na diocese de Bukoba. Após realizar seus estudos primários e secundários em vários seminários e no Seminário Menor Katoke Itaga, ele estudou filosofia no Seminário Maior de Kibosho e teologia no Seminário Maior St. Charles de Lwanga Segerea.
Foi ordenado sacerdote em 2 de setembro de 1990 em Dar-es-Salaam pelo Papa João Paulo II durante sua visita pastoral à Tanzânia e entrou na diocese de Rulenge.
Após a ordenação, ele ocupou os seguintes cargos: entre 1990 e 1991, foi vigário paroquial na paróquia de Mabira, depois foi Professor do Seminário Menor de Katoke, responsável pela Liturgia e Capelão Diocesano do hospital Biharamulo, até 1994, quando foi estudar para um doutorado em teologia pastoral na Pontifícia Universidade Lateranense de Roma, onde ficou até 1998.
Voltou para a Tanzânia e lá começou a trabalhar como professor de seminaristas, diretor vocacional e secretário do departamento pastoral da diocese de Rulenge-Ngara, até 1999, onde foi vigário-geral de 2000 a 2002. Retornando a Roma, ingressou na Cúria Romana como oficial da Congregação para a Evangelização dos Povos.
Em 18 de janeiro de 2008, o Papa Bento XVI o nomeou Bispo da Diocese de Quigoma, na Tanzânia. Ele recebeu sua consagração episcopal em 13 de abril seguinte, na Catedral de Santa Maria da Vitória de Quigoma, de Polycarp Pengo, cardeal arcebispo de Dar-es-Salaam, coadjuvado pelo cardeal Robert Sarah, arcebispo emérito de Conacri, e por Paul Runangaza Ruzoka, arcebispo de Tabora.
Em 26 de junho de 2012, Rugambwa foi nomeado secretário adjunto da Congregação para a Evangelização dos Povos e, simultaneamente, presidente das Pontifícias Obras Missionárias, substituindo o arcebispo Piergiuseppe Vacchelli, que havia atingido a idade da aposentadoria. Ele foi, ao mesmo tempo, elevado a arcebispo ad personam.
Em 9 de novembro de 2017, o Papa Francisco o promoveu como secretário desta mesma Congregação. Com a alteração da disposição da Cúria Romana, passou a ser o Secretário da seção de evangelização do Dicastério para a Evangelização.
Em 13 de abril de 2023 foi nomeado Arcebispo coadjutor da Tabora.
Em 9 de julho de 2023, o Papa Francisco anunciou durante o Angelus que o criaria cardeal no Consistório de 30 de setembro de 2023. Recebeu o barrete vermelho e o titulus de Santa Maria de Montesanto.
Em 4 de outubro de 2023, foi nomeado membro do Dicastério para a Evangelização, seção da primeira evangelização e as novas Igrejas particulares e Dicastério para o Culto Divino e Disciplina dos Sacramentos.
Em 10 de novembro de 2023, sucedeu como arcebispo de Tabora.